# Criotettix
Criotettix is een geslacht van rechtvleugeligen uit de familie doornsprinkhanen (Tetrigidae). De wetenschappelijke naam van dit geslacht is voor het eerst geldig gepubliceerd in 1887 door Ignacio Bolívar.

## Soorten
Het geslacht Criotettix omvat de volgende soorten:
- Criotettix acutipennis Karsch, 1900
- Criotettix afghanus Cejchan, 1969
- Criotettix armigera Walker, 1871
- Criotettix baiseensis Deng, Zheng & Wei, 2006
- Criotettix bannaensis Zheng & Xie, 2000
- Criotettix beihaiensis Wei, Zheng & Deng, 2006
- Criotettix bispinosus Dalman, 1818
- Criotettix borrei Bolívar, 1887
- Criotettix brachynotus Zheng & Jiang, 1994
- Criotettix brevipennis Zheng & Xie, 2002
- Criotettix cliva Wei, Zheng & Deng, 2006
- Criotettix curticornis Hancock, 1915
- Criotettix curvispinus Zheng, 1993
- Criotettix damingshanensis Zheng & Jiang, 1998
- Criotettix fastiditus Bolívar, 1917
- Criotettix fuscus Hancock, 1907
- Criotettix guangdongensis Zheng, 2012
- Criotettix guangxiensis Deng, Zheng & Wei, 2006
- Criotettix hainanensis Liang, 2002
- Criotettix handschini Günther, 1937
- Criotettix indicus Bolívar, 1902
- Criotettix inornatus Walker, 1871
- Criotettix interrupta Zheng & Xie, 2002
- Criotettix interrupticostus Zheng, 2006
- Criotettix japonicus Haan, 1842
- Criotettix latifemurus Deng, Zheng & Wei, 2006
- Criotettix latiferus Walker, 1871
- Criotettix latifrons Hebard, 1930
- Criotettix longinota Wei, Zheng & Deng, 2007
- Criotettix longipennis Liang, 2002
- Criotettix longlingensis Zheng & Ou, 2003
- Criotettix longzhouensis Zheng & Jiang, 2000
- Criotettix miliarius Bolívar, 1887
- Criotettix montanus Hancock, 1912
- Criotettix napoensis Zheng, 2002
- Criotettix nexuosus Bolívar, 1887
- Criotettix nigrifemurus Zheng & Deng, 2004
- Criotettix nigripennis Wei, Zheng & Deng, 2007
- Criotettix nodulosus Stål, 1861
- Criotettix okinawensis Ichikawa, 1994
- Criotettix orientalis Hancock, 1913
- Criotettix pallidus Hancock, 1915
- Criotettix pallitarsis Walker, 1871
- Criotettix robustus Hancock, 1907
- Criotettix ruiliensis Zheng & Ou, 2009
- Criotettix saginatus Bolívar, 1887
- Criotettix shanglinensis Deng, Zheng & Wei, 2007
- Criotettix strictvertex Zheng, Wei & Li, 2009
- Criotettix strictvertexoides Zheng, Wei & Li, 2009
- Criotettix subulatus Bolívar, 1887
- Criotettix telifera Walker, 1871
- Criotettix torulisinotus Zheng, Wei & Liu, 1999
- Criotettix transpinius Zheng & Deng, 2004
- Criotettix triangularis Zheng, 2008
- Criotettix vidali Bolívar, 1887
- Criotettix yingjiangensis Zheng & Ou, 2011
- Criotettix yunnanensis Zheng & Ou, 2003